# NGC 1166
NGC 1166 is een spiraalvormig sterrenstelsel in het sterrenbeeld Ram. Het hemelobject werd op 1 oktober 1864 ontdekt door de Duitse astronoom Albert Marth.

## Synoniemen
- PGC 11372
- UGC 2471
- MCG 2-8-46
- ZWG 440.41
- KCPG 85A
- IRAS02579+1138